# Nogob
Nogob è una delle zone amministrative in cui è suddivisa la Regione dei Somali in Etiopia.

## Woreda
La zona è composta da 8 woreda:
1. Ayun
2. Dihun
3. Elwayne
4. Garbo
5. Hararey
6. Horshagah
7. Sagag
8. Salahad